# Muriel Humphrey
Muriel Fay Buck Humphrey Brown (ur. 20 lutego 1912 w Huron, zm. 20 września 1998 w Plymouth) – amerykańska polityk, druga dama USA w latach 1965–1969 jako żona wiceprezydenta Huberta Horatio Humphreya, senator z Minnesoty w 1978.

## Życiorys
Urodziła się w miejscowości Huron w hrabstwie Beadle w Dakocie Południowej, gdzie ukończyła szkoły publiczne i tzw. Huron College. W roku 1936 poślubiła Huberta, który wówczas pracował jako farmaceuta. Mieli czwórkę dzieci, córkę i trzech synów:
- Nancy Faye Humphrey (ur. 1939)
- Hubert Horatio „Skip” Humphrey III (ur. 1942), były prokurator generalny stanu Minnesota i kandydat do Senatu
- Robert Andrew Humphrey (ur. 1944)
- Douglas Sannes Humphrey (ur. 1948)

W latach 1945–1948 Hubert pełnił funkcję burmistrza największego miasta Minnesoty (gdzie mieszkała rodzina) Minneapolis jako członek Partii Demokratycznej (a ściślej Minnesota Democratic-Farmer-Labor Party, która powstała z jego inicjatywy jako de facto stanowa organizacja demokratów). W roku 1949 rozpoczął karierę senatora i zasiadał w izbie wyższej Kongresu do roku 1964, kiedy został wybrany, u boku Lyndona B. Johnsona, na urząd wiceprezydenta (zajmował je w latach 1965–1969). Tak więc przez cztery lata Muriel była drugą damą Stanów Zjednoczonych, co nałożyło na nią wiele nowych obowiązków.

### Druga dama USA
Podczas wyborów roku 1968 Hubert ubiegał się o stanowisko prezydenta z ramienia Partii Demokratycznej, ale przegrał nieznacznie z republikaninem Richardem Nixonem (próby zdobycia przezeń nominacji w latach 1956, 1960 i 1972 nie powiodły się). Choć Muriel nie została pierwszą damą USA, wrócili do Waszyngtonu w roku 1970, kiedy Hubert odzyskał stanowisko w Senacie (1971–1978).

### Senat Stanów Zjednoczonych
Po jego śmierci na raka 13 stycznia 1978 ówczesny gubernator Minnesoty i kolega partyjny byłego wiceprezydenta Rudy Perpich mianował Muriel na jego miejsce do czasu wyłonienia następcy w przedterminowych wyborach. Kadencja wdowy trwała od 25 stycznia do 7 listopada 1978. Nie ubiegała się, jak np. Rose McConnell Long, o wybór na dokończenie pełnej kadencji, tylko wycofała się z życia publicznego. Jej następcą został liberalny republikanin David Durenberger.
Jakiś czas potem ponownie wyszła za mąż, przyjmując nazwisko Muriel Humphrey Brown. Kiedy zmarła pochowano ją na Lakewood Cemetery w Minneapolis obok pierwszego męża. Do śmierci mieszkała w Plymouth, także w Minnesocie.